# CentoxCento
CentoxCento è stato un programma televisivo andato in onda dal 1º febbraio al 30 aprile 2010 su Italia 1 nella fascia dell'access prime time, con la conduzione di Enrico Papi e la partecipazione di Raffaella Fico come valletta.
Trattasi di un game show interamente italiano, già testato nel 2008 con una mai trasmessa puntata zero sotto il nome provvisorio di Gente come noi, allora condotto da Marco Liorni (con la Fico che anche per l'occasione rivestì il ruolo di valletta), e destinato in origine al preserale di Canale 5. Alla fine il format venne ceduto con l'attuale nome a Italia 1 grazie all'allora direttore Luca Tiraboschi.
Sia tale puntata zero che l'unica edizione venivano registrati al Palastudio di Cinecittà, nello stesso studio del Grande Fratello.

## Scopo del gioco
In CentoxCento tre concorrenti possono vincere il montepremi in una sfida finale nel quale i secondi avanzati sono euro da vincere e tutte le domande svolgono su sondaggi fatti agli italiani.
Il tutto si svolge in tre fasi: "Indovina la percentuale", "Il preferito" e "1000 € al secondo".

### Indovina la percentuale
In questa manche, introdotta nel mese di febbraio, i tre concorrenti scrivono su una lavagnetta la percentuale di una domanda basata su un sondaggio: chi si avvicina di più alla percentuale, guadagna 20000 €. Verranno fatte in tutto tre domande.

### Il preferito
I tre concorrenti partono con una somma iniziale di 60000 € e ognuno sceglie uno dei nove temi proposti, passati a sei a partire dal mese di febbraio.
Ad ogni tema corrisponde una coppia di immagini e i concorrenti puntano parte del loro montepremi per individuare quale tra i due elementi sia il preferito dagli italiani: chi ha dato la risposta esatta aggiunge la somma puntata al suo montepremi, altrimenti gli viene sottratta. Saranno fatti in tutto tre giri di domande, passati a due a partire dal mese di febbraio, dove all'ultima tornata chi risponde esattamente farà raddoppiare il suo bottino, in caso contrario la somma resterà invariata.
Passeranno il turno i due col montepremi più alto tra quelli ancora in gioco.

### 1000€al secondo
I due concorrenti rimasti si sfideranno con una scalata di 10 domande a risposta diretta, cercando di individuare la risposta più votata dagli italiani.
Ogni secondo che passa farà decurtare di 1000 € il montepremi; nel caso il concorrente trovi difficoltà, può comprare la risposta esatta al costo di 10000 € per tre volte, tranne che nella domanda finale. Al termine di esse chi avrà conservato il montepremi più alto verrà proclamato campione e può tornare nella puntata successiva.
In caso di parità, verrà fatta una domanda di spareggio, dove chi indovina o chi si avvicina di più alla percentuale di un determinato quesito verrà proclamato campione.